# Zhou Shiming
Zhou Shiming (født 18. maj 1981 i Zunyi) er en kinesisk amatørbokser, som konkurrerer i vægtklassen let-fluevægt. Shimings største internationale resultater er en guldmedalje fra Sommer-OL 2008 i Beijing, Kina, og to guldmedaljer fra VM i 2005 i Mianyang, Kina og VM i 2007 i Chicago, USA. Han repræsenterede Kina under Sommer-OL 2008, hvor han vandt en guldmedalje efter at have besejret Pürevdorjiin Serdamba fra Mongoliet.